# Ribeira da Janela (Santo Antão)
Ribeira da Janela (em crioulo cabo-verdiano (ALUPEC): R’bera d Jenéla) é uma ribeira cabo-verdiana, na costa nordeste da ilha de Santo Antão.

## Geografia
A ribeira de regime torrencial nasce na vertente nordeste do Pico da Cruz e corre de oés-sudoeste para és-nordeste, desaguando no oceano Atlântico a menos de um quilómetro a oeste da povoação de Pontinha da Janela.